# A fehér király
A fehér király Dragomán György 2005-ben megjelent regénye, amelyet több mint 30 nyelvre lefordítottak. A regény stílusára jellemző a hosszú, sokszorosan összetett, oldalakon át hömpölygő, nehezen követhető mondatok használata.

## Történet
A cím utalás a sakkfigurára, mely ez egyik fejezetben fog felbukkanni, ugyanakkor egy szimbólum is.
A mű a romániai diktatúrában játszódik az 1980-as években, melyet egy tizenéves kisfiú szemszögéből ismerhetünk meg. A mű felkavaró stílusban, a feszültséget végig fenntartva vezet be minket a diktatúrába: az iskolán belüli és családon belüli erőszakba, a felnőttek és gyerekek kegyetlenségébe, a gyerekek és csonkává vált családok kiszolgáltatottságába. A szerző sokszor nem mondja ki, csak sejteti azt, amit egy általános iskolás korú gyermek még nem érthet.
A mű nem koherens, több novella adja ki az egészet, de a novellák nincsenek időrendi sorrendben. Van bennük visszautalás egy korábbi történetre, de nem feltétlenül függnek össze.
A mű egy kortükör az 1980-as évek diktatúráinak gyermekáldozatairól: egyszerre szól a gyermeki csínytevésekről, naivitásról, szeretetről, vágyakról, ragaszkodásról, a gyermekkor szorongásairól, fájdalomról, az apa hiányáról, kiszolgáltatottságról és a rettegésről. A diktatúra rányomja bélyegét mindenre, még az iskolák közötti versengésekre is.
A diktatúra többszörösen szétszakítja a családokat: elveszi az apát, de megszakítja a kapcsolatot az após és a meny között is.
A diktatúra a gyermeki kapcsolatokat se kíméli: a gyerek örökli szülei bűneit. Azok a gyerekek nem vehetnek részt az iskolai csapatokban, szakkörökben, akinek a családjában van politikailag megbízhatatlan személy.

## Magyar kiadások
- A fehér király; Magvető, Bp., 2005
- A fehér király. Regény; 2. jav. kiad.; Magvető, Bp., 2016

## Filmváltozat
2016-ban mutatták be az azonos című angol-német-svéd-dán-magyar koprodukcióban készült filmváltozatot. Rendező: Jörg Tittel, Alex Helfrecht.